# NGC 4439
NGC 4439 (другие обозначения — OCL 884, ESO 131-SC6, Collinder 259) — звёздное рассеянное скопление в созвездии Южного Креста.
Этот объект входит в число перечисленных в оригинальной редакции «Нового общего каталога».
В 1971 году было выполнено тщательное фотометрическое (в фильтрах U, B, V) исследование звёзд в скоплении для определения цветового избытка и расстояния.
В небольшой любительский телескоп в скоплении видна группа ярких звёзд, образующих полуокружность; в середине её пересекает прямая линия из звёзд 9-й величины. Вся фигура напоминает символ евро €. В более крупный телескоп видна двойная звезда в центре полуокружности. 
Визуальная звёздная величина скопления 8,4m, диаметр 4,0′. В любительский телескоп средней апертуры в скоплении видны около 20 звёзд. По схеме Трюмплера классифицируется как II 1 p — средняя концентрация, малый разброс звёзд по яркости, малое число звёзд, отсутствие ассоциированной туманности.